# Meningite meningococcica di tipo B
La meningite meningococcica di tipo B è una forma di meningite causata dal batterio Neisseria meningitidis (o meningococco). I sierogruppi di meningococco finora identificati sono 12, di cui 5 (A, B, C, W135 e Y) sono responsabili della quasi totalità delle meningiti meningococciche, che possono colpire sia bambini sia giovani adulti.   
I primi vaccini sono stati sviluppati contro i sierogruppi A, C, Y e W135, mentre a partire dalla fine del 2013, è disponibile in Italia il vaccino ad ampia copertura contro il meningococco di tipo B.

## Epidemiologia
La meningite meningococcica di tipo B è la forma più frequente di meningite in Europa  ,  Australia    e Canada .
Colpisce soprattutto i bambini piccoli e gli adolescenti. Ciò è spiegato dal fatto che i bambini piccoli sono più deboli, poiché il loro sistema immunitario è ancora immaturo, mentre l'elevata incidenza tra gli adolescenti è spiegata dalle loro abitudini di vita e in particolare dalla frequentazione di ambienti affollati.     
In Italia, nel periodo dal 2011 al 2014 sono stati registrati un totale di 572 casi di meningite da meningococco, di cui 406 sono stati tipizzati e ricondotti a uno specifico agente patogeno. Esaminando il numero assoluto di casi per sierogruppo, il meningococco B rappresenta il sierogruppo più frequente (46%, 50% e 63% dei ceppi tipizzati nel 2011, 2012 e 2013).  
In generale il maggior numero di infezioni, sia nella popolazione generale, sia tra i bambini e gli adolescenti, è causato dal meningococco di tipo B, per il quale solo dalla fine del 2013 si è reso disponibile un vaccino.   

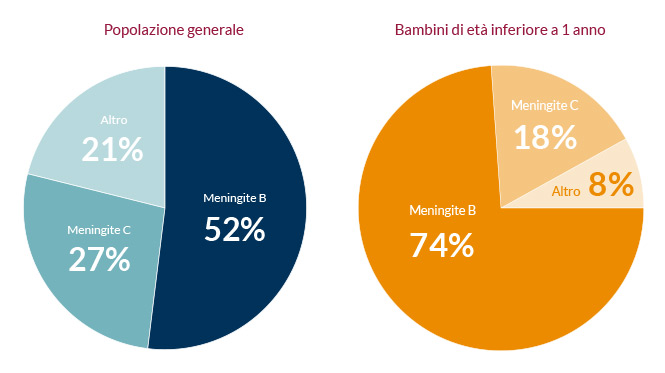
Forme di meningite da meningococco verificatesi in Italia nel periodo 2011-2014 (dati aggiornati al 31 ottobre
2014)

## Profilo clinico
La trasmissione del meningococco avviene per via respiratoria. Il batterio è un ospite frequente delle prime vie respiratorie ed è presente nel naso e nella gola del 2-30% della popolazione sana, con percentuali più elevate tra i giovani adulti, nonostante i portatori non manifestino alcun sintomo.    
Uno studio condotto in Italia su 564 adolescenti sani ha rilevato una prevalenza di portatori del 6,6% e identificato il sierogruppo B come il patogeno più comune, isolato nel 40,5% dei casi.

### Sintomatologia
I sintomi della meningite da meningococco sono simili a quelli delle altre meningiti batteriche, nel 10-20% dei casi la malattia ha decorso fulminante e può portare alla morte in poche ore, anche quando si somministra una terapia antibiotica adeguata.  
Inizialmente possono comparire sintomi aspecifici, quali sonnolenza, inappetenza, nausea e vomito che possono essere confusi con i sintomi di una semplice infezione virale. I sintomi tipici della meningite batterica sono febbre, mal di testa e rigidità al collo, spesso accompagnati da letargia, torpore o convulsioni.     
Nei neonati e nei bambini piccoli i sintomi classici della meningite possono essere assenti o difficili da identificare, mentre sono solitamente presenti vomito o inappetenza. Abitualmente, inoltre, i bambini si mostrano inattivi e irritabili, possono presentare riflessi alterati e può comparire un gonfiore sulla testa, in corrispondenza della fontanella (area “membranosa” della testa del bambino in corrispondenza della quale le ossa craniche non si sono ancora saldate).   

### Popolazioni a rischio
Sono ad alto rischio i bambini di età inferiore a 1 anno, le persone con sistema immunitario compromesso, i viaggiatori in Paesi dove la malattia è endemica e le persone che vivono in comunità (militari, studenti residenti in college, ecc).  

### Decorso clinico e conseguenze
La meningite da meningococco di tipo B è mortale in circa 1 paziente su 10.   
Tra coloro che guariscono, un’elevata percentuale di pazienti va incontro a disabilità permanenti, quali sordità, perdita della sensibilità o dell'uso di uno o più arti e cecità.   In particolare, le principali conseguenze osservate nei pazienti colpiti da meningite meningococcica da sierogruppo B comprendono: necrosi e cicatrici fino al 49% dei casi, artrite fino al 3,4%, amputazioni fino al 9%, perdita dell'udito nel 1,9%-3,1% dei soggetti, problemi di linguaggio nel 3,8% dei casi, problemi cognitivi fino a oltre il 20% dei casi, cecità nello 0,4% e convulsioni/epilessia nel 2-5,1% dei casi. 

## Prevenzione
Per prevenire la meningite da meningococco di tipo B è disponibile in Italia, dalla fine del 2013, un vaccino, che è stato ampiamente studiato in oltre 8.000 soggetti, dimostrandosi sicuro ed efficace. 
Viene somministrato tramite iniezione intramuscolare che può essere effettuata nel muscolo della spalla o della coscia. 
Nel corso degli studi clinici condotti nei lattanti e nei bambini (di età inferiore ai 2 anni) gli effetti indesiderati più comuni comprendevano indolenzimento ed eritema in sede di iniezione, febbre e irritabilità. Negli adolescenti e negli adulti gli effetti indesiderati più comunemente osservati comprendevano dolore in sede di iniezione, malessere e cefalea. 

## Trattamento
La terapia antibiotica rappresenta il trattamento cardine della meningite batterica. Identificare il sierogruppo causa dell’infezione è fondamentale per la scelta del trattamento più adeguato ed efficace e per impostare una eventuale profilassi tra le persone che sono entrate in contatto con il malato.